# Heinrich Gerhardt
Heinrich Gerhardt (* 23. August 1823 in Kassel; † 24. Oktober 1915 ebenda) war ein deutscher Bildhauer.

## Leben

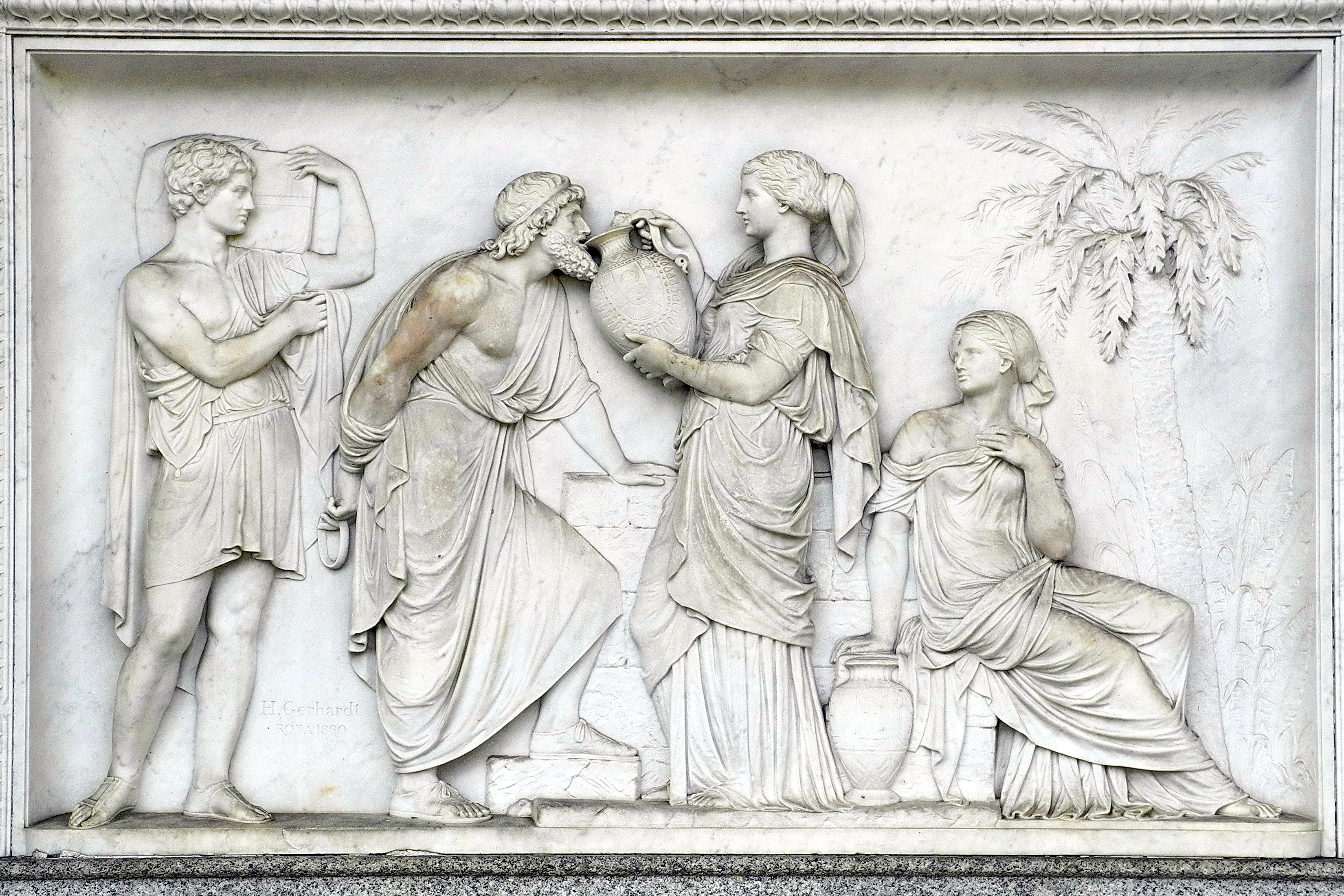
1880 entstandenes Relief am Rebekka-Brunnen in Zürich

Gerhardt, Sohn eines Gärtners, sollte zunächst den väterlichen Beruf ergreifen, ließ sich nach dem Besuch der Gewerbeschule aber auf der Kunstakademie Kassel zum Bildhauer ausbilden. Seinem dortigen Lehrer Johann Werner Henschel folgte er nach Rom, das er am 24. Dezember 1844 erreichte. Bis kurz vor seinem Tod blieb er als Deutschrömer in der „Ewigen Stadt“ heimisch. Wie viele andere Deutschsprachige schloss er sich dem Künstlerkreis um Johann Christian Reinhart an. Nach dem Tod Henschels bezog er 1850 dessen Wohnung und Atelier im zweiten Stock des Hauses Passeggiata di Ripetta 34/35, die er in Gemeinschaft mit den Malern Heinrich Dreber und Friedrich Gunkel sowie dem Bildhauer Gustav Kaupert nutzte. Freundschaften knüpfte er insbesondere mit Arnold Böcklin, Paul Heyse, Friedrich Preller dem Jüngeren und Emil Gottlieb Schuback. In den 1850er Jahren erhielt er eine Unterstützung der Kasseler Akademie. Seine wirtschaftliche Lage besserte sich, als er 1860 einen größeren Auftrag der russischen Großfürstin Marie erhielt.
1845 gehörte er zu den Gründern des Deutschen Künstlervereins, dem er mehrmals als Vorsitzender diente. 1889 wurde er dessen Ehrenvorsitzender. 1895 nahm ihn die Accademia di San Luca auf. Im gleichen Jahr erhielt er den preußischen Professoren-Titel, nachdem er 1893 von der Berliner Akademie zu ihrem römischen Vertreter und Kustos der Staatsstipendiaten ernannt worden war. Auch als Verwalter der dem Deutschen Reich gehörenden Serpentara, einem Eichenhain bei Olevano Romano, machte er sich verdient. Gerhardt war dort Bauherr und Bewohner einer kleinen Schutzhütte, die als Villa Serpentara heute Stipendiaten der Deutschen Akademie Rom Villa Massimo zum Wohnen und Arbeiten dient.

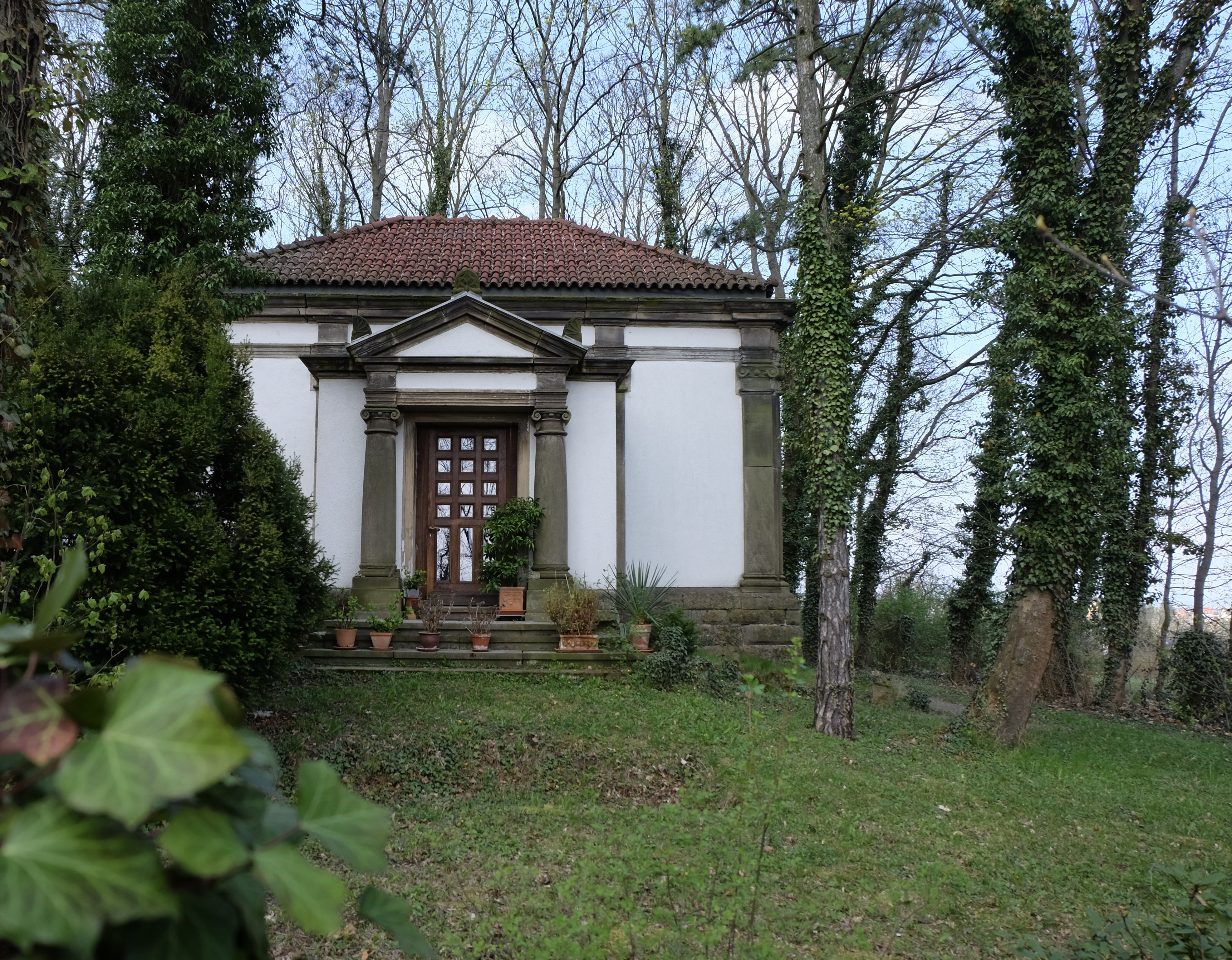
Ateliergebäude des Künstlers in Kassel am Rammelsberg

Gerhardt, der zeitlebens unverheiratet blieb, schuf etliche Werke im Stil des Klassizismus, wovon die sich meisten als Originale, Abgüsse und Abbildung in Kassel befinden. Dorthin kehrte er zurück, als im Jahr 1915 der Eintritt Italiens in den Ersten Weltkrieg ihn dazu zwang, seine römische Heimat zu verlassen. Sein Neffe errichtete dem hochbetagten Künstler bereits 1904/05 ein bis heute erhaltenes Atelier und ein Wohnhaus im Kasseler Stadtteil Wahlershausen.